# VivoCity
El VivoCity (en chino: 怡丰城) es el mayor centro comercial de Singapur. Situado en el recinto HarbourFront, que fue diseñado por el arquitecto japonés Toyo Ito. Su nombre se deriva de la palabra VivaCity. Según el presidente de Mapletree Edmund Cheng, VivoCity "evoca una experiencia de estilo de vida que es moderna, estimulante y accesible a todo el mundo, un lugar rebosante de energía y vitalidad que fluye". VivoCity fue construido en las salas de exposiciones del antiguo World Trade Center, ahora el Centro Harbourfront, la construcción comenzó en junio de 2003, cuenta con 1,5 millones de pies cuadrados (140.000 m²) de superficie de suelo y 1.040.000 pies cuadrados (97.000 m² ) de espacio comercial, más grande que la Suntec City y la Ngee Ann City (el primero de los cuales fue el más grande antes de la apertura de VivoCity).